# Петер-Юрген Боок
Пе́тер-Ю́рген Боо́к (нім. Peter-Jürgen Boock; нар. 3 вересня 1951, Гардінг, Шлезвіг-Гольштейн, Федеративна Республіка Німеччина) — західнонімецький терорист, член ліворадикальної терористичної організації «Фракція Червоної армії» (RAF), а після арешту — письменник.

## Життєпис

### Ранні роки
У 1968 році закінчив середню школу і почав навчатися слюсарству, проте покинув фах за кілька тижнів. 
За словами самого Боока, частково через постійні суперечки з батьком, «переконаним нацистом», він залишив дім і переїхав до комуни в Нідерландах у червні 1968 року. Після арешту за зберігання наркотиків і спроби самогубства його помістили до державного інтернату в Глюкштадті, а згодом до дитячого будинку «Байергауз» у Ренгсгаузені. Саме там у червні наступного року Боок познайомився з Андреасом Баадером, Гудрун Енслін та Астрід Пролль. На той момент усі троє підозрювалися в підпалі універмагів у Франкфурті і їх справа перебувала на стадії апеляції, а самі вони брали участь у проєкті, які проводили студенти-педагоги для дітей, що перебувають під опікою.
Боок, глибоко вражений, зокрема, Баадером, втік з дитячого будинку і за підтримки Баадера та Енслін переїхав до Франкфурта-на-Майні. Там він все частіше вживав наркотики, які, як він стверджував, кинув у 1972 році, хоча існують твердження, що це не так і він був залежним від героїну принаймні до 1976 року, що сам Боок заперечує. У своїй автобіографії, опублікованій у 2025 році, колишня терористка RAF Зільке Маєр-Вітт стверджує, що Боок також страждав від опіатної залежності протягом 1977—1978 років. За цей час кілька членів RAF були заарештовані під час купівлі наркотиків, усі вони припускали, що Боок потребував опіатів через рак.
У 1973 році Боок одружився з Вальтрауд Лівальд, пізніше також терористкою і членкинею RAF.

### Терористична діяльність
Під час судового процесу над терористами RAF у Штаммгаймі Боок знову вийшов на контакт з «Фракцією Червоної армії». Сам він перебував у підпіллі щонайпізніше з 1975 року і пройшов військово-терористичну підготовку в Південному Ємені, яка включала захоплення заручників і викрадення літаків.
30 липня 1977 року Боок взяв участь у викраденні та убивстві федерального прокурора Юргена Понто. Як технік RAF, він допоміг підготувати напад на федеральну прокуратуру в Карлсруе 25 серпня 1977 року, сконструювавши ракетну установку яка, натомість, не спрацювала, оскільки механічний будильник, який мав спрацювати на запал, не був заведений. Пізніше Боок свідчив, що заздалегідь мав сумніви щодо операції і навмисно саботував її, однак суд у це не повірив.
5 вересня 1977 року Боок перебував у складі «Загону Зігфріда Гауснера», який брав участь у викраденні промислового лідера та колишнього члена СС Ганса Мартіна Шлеєра у Кельні. Під час нападу від рук Боока та Зіглінди Гофманн, що за планом мали ліквідувати поліцейських в машині ескорту, загинули щонайменше двоє правоохоронців. Пізніше він був одним з охоронців Шлеєра під час його утримання в полоні протягом 14 днів.
Згодом Боок вирушив до Багдаду, де допомагав в організції викрадення літака «Ландсхут» авіакомпанії «Люфтганза». У 2007 році Боок зізнавався, що погодився на убивство Шлеєра Рольфом Гайслером та Штефаном Вишневським після штурму викраденого літака.
11 травня 1978 року Боок разом з іншими членами RAF, Бріґітте Монгаупт, Зігліндою Гофманн і Рольфом Клеменсом Вагнером, був заарештований у Загребі під час облави, організованої Федеральним управлінням кримінальної поліції Німеччини.
Незважаючи на політичний тиск з боку Німеччини, 17 листопада Белградський окружний суд відмовив в екстрадиції терористів, посилаючись на відсутність доказів, що могло бути відповіддю на те, що раніше Федеративна Республіка Німеччина відмовилася видавати Югославії хорватських злочинців. Четверо терористів RAF покинули Югославію, вилетівши до Адену в Ємені.

### Арешт і звільнення
У лютому 1980 року Боок відмовився від тероризму. Після арешту в Гамбурзі 22 січня 1981 року він стверджував, що був лише «маленьким вогником» в RAF і наполягав на своїй невинуватості. Тим не менш, він був засуджений до кількох довічних ув'язнень за членство в терористичній організації, причетність до вбивства Юргена Понто і викрадення та вбивства Ганса Мартіна Шлеєра 7 травня 1984 року і в листопаді 1986 року відповідно. 
Перебуваючи у в'язниці, Боок почав письменницьку діяльність, записуючи свої спогади, а у 1988 році подав прохання про помилування. Після зустрічі з терористом, федеральний президент Німеччини Ріхард фон Вайцзеккер відмовив у помилуванні, оскільки сумнівався в його каятті. 
На підставі свідчень терористів RAF, що втекли до Німецької Демократичної Республіки і були заарештовані в червні 1990 року після падіння комуністичного режиму, у червні 1991 року Федеральна прокуратура знову висунула звинувачення проти Петера-Юргена Боока. У травні 1992 року він зізнався, що збрехав про свою причетність до викрадення Шлеєра і що він був одним з терористів, що відкрили вогонь по ескорту. 
Після 17 років ув'язнення, рішенням 2-го кримінального сенату Вищого регіонального суду Штутгарта від 7 березня 1995 року, 13 березня 1998 року Боок був звільнений з соціальної терапевтичної установи у Гамбурзі, де він востаннє відбував покарання. 
Після звільнення Боок переїхав до Італії, одружився на Барбарі Зохе і веде письменницьку діяльність. 